# Adrenalize
Adrenalize — п'ятий студійний альбом англійської групи Def Leppard, який був випущений 31 березня 1992 року.

## Композиції
1. Let's Get Rocked - 4:56
2. Heaven Is - 3:33
3. Make Love Like a Man - 4:15
4. Tonight - 4:03
5. White Lightning - 7:03
6. Stand Up (Kick Love into Motion) - 4:32
7. Personal Property - 4:21
8. Have You Ever Needed Someone So Bad - 5:24
9. I Wanna Touch U - 3:37
10. Tear It Down - 3:38